# Merovingisch schrift

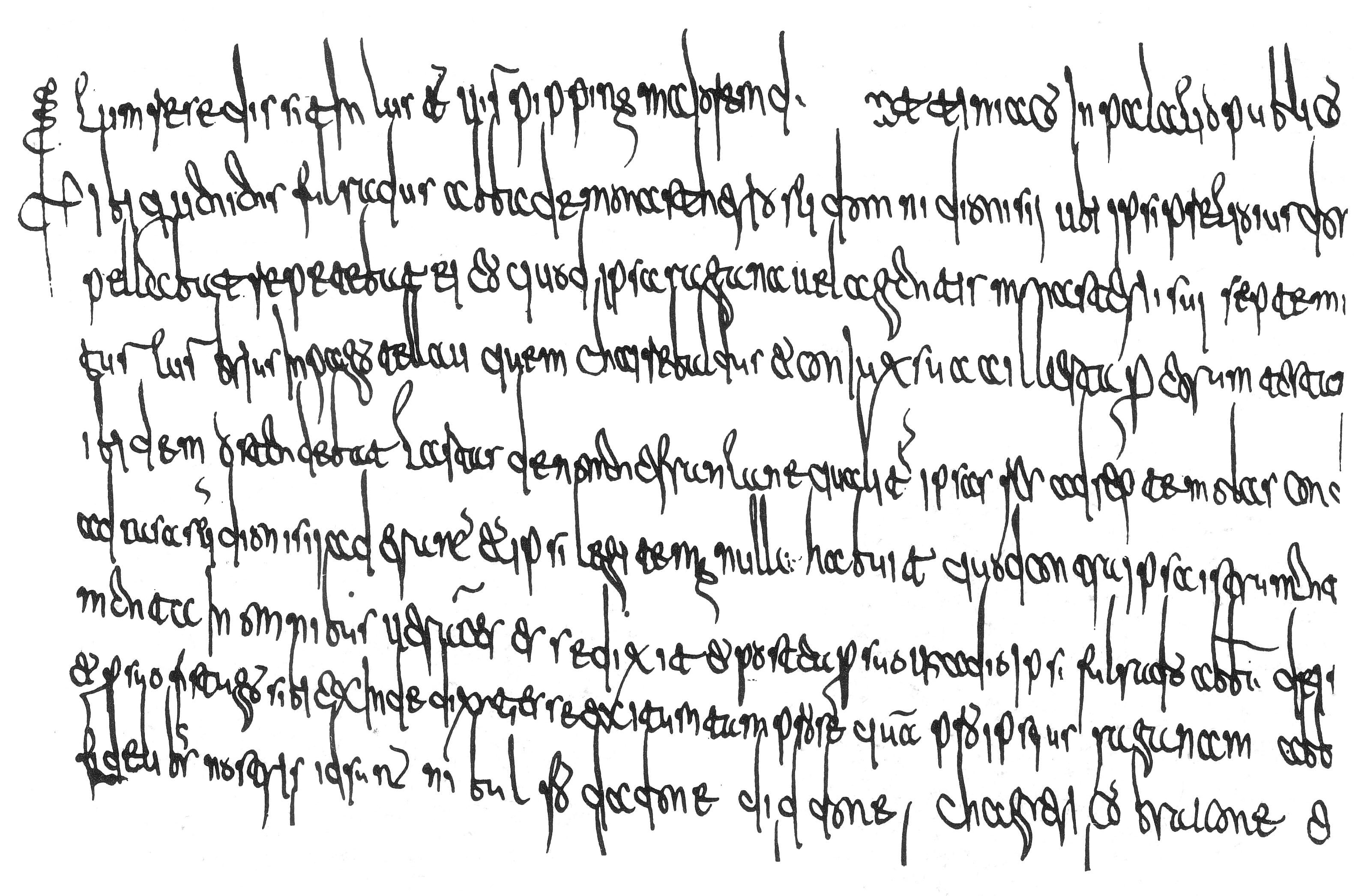
Fragment van een akte van 20 juni 751, uitgereikt door hofmeier Pippinus (Pepijn de Korte) in Attigny.

Merovingisch schrift was een middeleeuwse vorm van schrift dat tijdens het Merovingisch bewind in de 7e en 8e eeuw ontstond uit de minuskelcursief van de Romeinen.

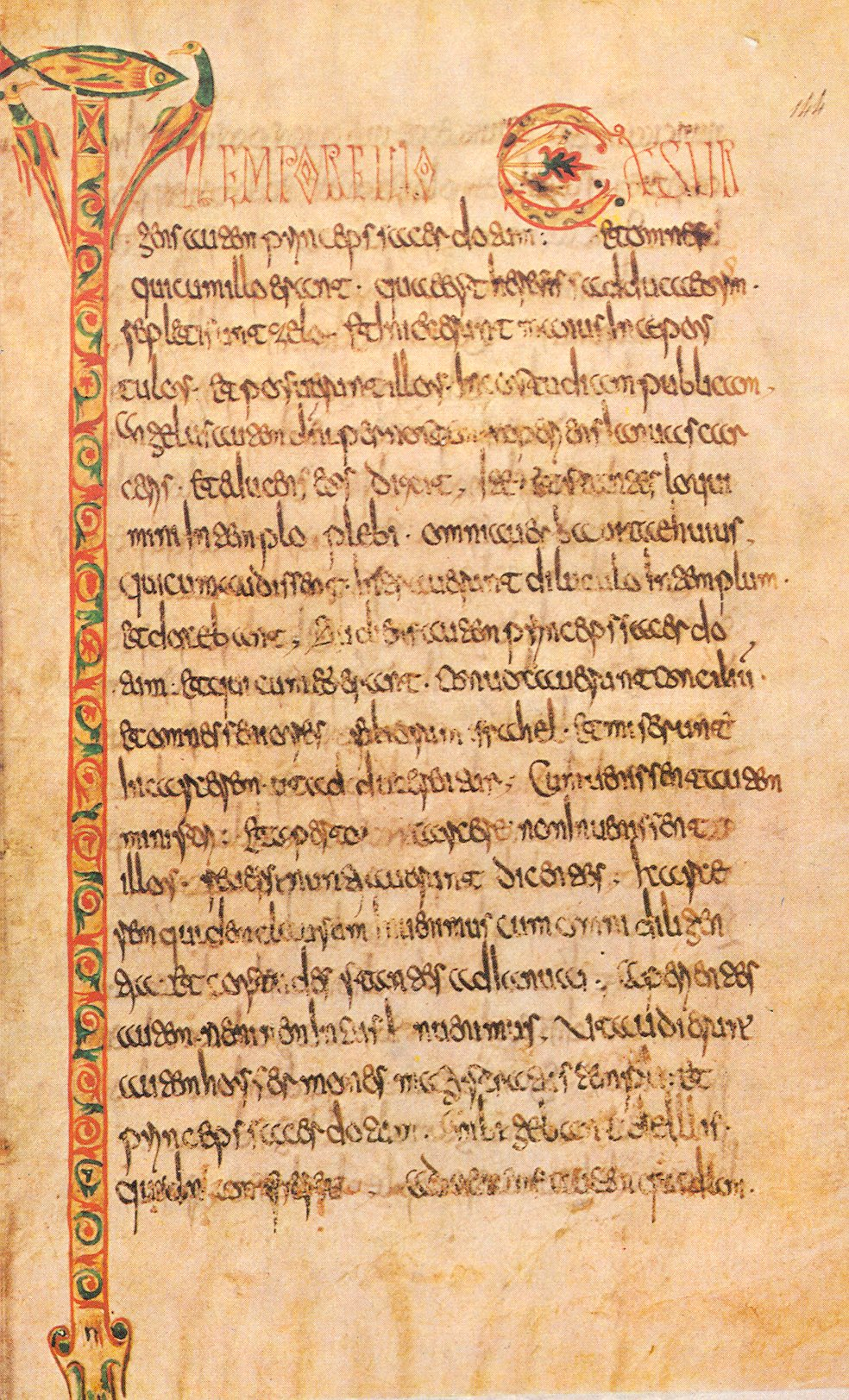
Lectionarium van Luxeuil, einde 7e eeuw, Parijs, BnF, Lat. 9427. F° 144.

## Ontwikkeling
Zolang het Romeinse rijk centraal vanuit Rome bestuurd werd, bleef de taal en het schrift standaard in het hele rijk, maar met de grote volksverhuizingen en de invallen van de Germanen in het West-Romeinse Rijk, ging de eenheid verloren. Het schrift dat de invallers hadden overgenomen van de Romeinen ging zich in de verschillende streken anders ontwikkelen en zo ontstonden verschillende zogenoemde nationale schriften. De minuskelcursief was de basis in Spanje, Frankrijk en Italië en zou zich ontwikkelen tot het Visigotisch, het Merovingisch en het Lombardische of Beneventaanse schrift. Binnen de nationale variëteiten van het schrift ontstonden dan nog regionale verschillen.
Het Merovingische schrift ontstaat uit de evolutie van de Romeinse minuskelcursief. Het was een gebruiksschrift, dat vlug en betrekkelijk slordig geschreven werd. Het was in de eerste plaats een kanselarijschrift dat gebruikt werd in de administratie van de Merovingische koningen. Het eerste voorbeeld dat bekend is dateert uit 625.
Algemeen kan men zeggen dat het schrift gecomprimeerd, stijl, onregelmatig en disproportioneel is met zeer veel ligaturen. Men schrijft zonder voorafgaande aflijning wat soms tot een vrij chaotisch resultaat leidt. Zinnen worden gescheiden door een punt en beginnen met een majuscuul in capitalis (capitalis quadrata of capitalis rustica) of unciaal. Het boekschrift dat hieruit ontstaat is steviger en regelmatiger, het wordt een half-cursief schrift.
Het Merovingische schrift kent tientallen regionale versies met onder meer Germaanse en Lombardische varianten. Er waren verschillende belangrijke centra van het Merovingisch maar de belangrijkste centra die boekschrift maakten waren de abdijen van Luxeuil, Laon, Corbie en Chelles, die hierna behandeld worden.

## Luxeuil

### Historie
Luxeuil was een van de oudste abdijen in het huidige Frankrijk. De abdij werd gesticht door de heilige Columbanus, een Ierse monnik, omstreeks 590. Het werd snel de belangrijkste abdij van Gallië. De monniken van het scriptorium van Luxeuil maakten hun eigen versie van het Merovingische schrift, die zij gebruikten als boekschrift. Eigenlijk was die versie gebaseerd op de minuskelcursief, maar met Merovingische kenmerken. In het Luxeuil-schrift (scripture Luxoviensis) zijn 31 manuscripten bewaard gebleven. De Luxeuil minuskel was in gebruik gedurende de 7e en de 8e eeuw. In 731 werd de abdij vernield en de monniken uitgemoord door de Saracenen, en met de monniken verdween ook het Luxeuil-schrift. De abdij werd later opnieuw opgericht maar het schrift was voorgoed verdwenen.

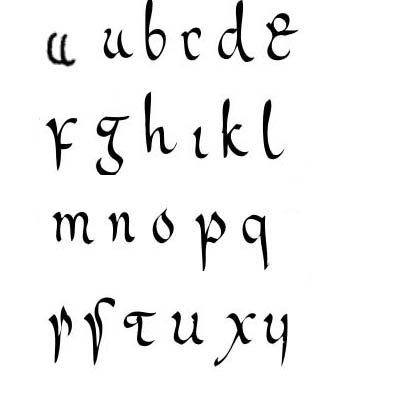
Luxeuil schrift

### Lettervorm
Kenmerkend aan dit schrift is het overdadige gebruik van ligaturen, wat soms de indruk geeft dat de letters met elkaar verbonden zijn met verbindingslijnen zoals in de moderne cursief. Door het overmatige gebruik van ligaturen wordt het schrift moeilijk leesbaar, ook al zijn de letters op zich vrij standaard. Er worden spaties en hoofdletters gebruikt om het begin van een nieuwe zin aan te kondigen, punctuatie is zeldzaam. Woorden worden nauwelijks door spaties gescheiden, het lijkt een continu schrift. Op uitzondering van de nomina sacra zijn er weinig abbreviaturen.
Voor de hoofdingen gebruikt men een hoekig majuskuulschrift dat typisch is voor Merovingische manuscripten en de unciaal.
Voor een omstandige beschrijving met alfabet en voorbeelden zie in externe referenties “Medieval writing” en "Fonts for Latin Paleography".

### Bekende werken
- Lectionarium van Luxeuil[6], BnF, Ms. Latin 9427, 7e - 8e eeuw.
- Augustinus, Epistulae & Sermones, BnF, Latin 11641, 7e - 8e eeuw.
- Gregorius, Commentarii in Ezechielem, Bibliotheek van Sint Petersburg. 2e kwart 7e eeuw.
- Missale Gothicum, Bibliotheek van het Vaticaan, Reg. Lat. 317, ca. 700.
- Codex Ragyntrudis, Bibliotheek van de kathedraal van Fulda, ca. 700.
- Augustinus: Epistolae et Sermones. Publii Ovidii Nasonis Epistulae ex Ponto. Fragment / Palimpsest, Herzog August Bibliothek Wolfenbüttel, Heinemann-Nr. 3036, begin 8e eeuw.
- Weissenburger Augustinus, Herzog August Bibliothek Wolfenbüttel, Heinemann-Nr. 4183, begin 8e eeuw.

## Corbie

### Historie
Het klooster werd gesticht in 659 door Bathildis, de weduwe van Clovis II, en haar zoon Chlotharius III. De eerste monniken kwamen van de abdij van Luxeuil, die in 590 gesticht was door de heilige Columbanus, een Iers missionaris. De monniken van Corbie kenden dus naast het Merovingisch ook het schrift van Luxeuil en waarschijnlijk ook het Insulair schrift.
De oudste manuscripten uit Corbie gebruiken een schrift dat men een variant van het Luxeuil schrift zou kunnen noemen, maar op het einde van de 6e eeuw of het begin van de 7e is er, steeds volgens Gantz, ook een reeks manuscripten uit Italië en de Insulaire productiecentra in de bibliotheek van Corbie te vinden. Een mooi voorbeeld van de Luxeuil variant is het BnF, Latin 17655.
Het gebruikte schrift evolueert naar wat men het eN-type heeft genoemd, dat zou beïnvloed zijn door het Insulaire schrift. In het midden van de 8e eeuw gaat men frequent een open a gebruiken (twee letters c aan elkaar vast geschreven) en dan spreekt men van het eNa-schrift.
Tijdens het abbatiaat van Mordramnus (772 - 780) ontwikkelen de monniken van Corbie een nieuw schrift dat geënt is op de half-unciaal en een zeer duidelijke voorloper is van de Karolingische minuskel op enkele details na. Onder zijn opvolger Adalardus ontwikkelt zich, uit het Merovingische kanselarijschrift, het zogenoemde ab-schrift gebruikt in 35 bewaarde manuscripten. Dit is een zeer ongewone toestand omdat dit schrift eigenlijk een stap achteruit was en dat het Maurdramnus-schrift tegelijkertijd in gebruik bleef. Sommige onderzoekers menen dan ook dat het ab-type niet van Corbie afkomstig was maar van een ander scriptorium dat dan het "ab-scriptorium" genoemd wordt.

### Lettervorm
Omdat het pre-Karolingisch schrift dat gebruikt werd in de abdij van Corbie, op de bijna 200 jaar van zijn ontwikkeling zeer sterk evolueerde, is het moeilijk om algemene kenmerken te geven. Op de website “Medieval Writing” geeft men een uitgebreid overzicht van het zogenoemde Corbie-ab, waarvan men tegenwoordig twijfelt of het wel degelijk van Corbie kwam.
De werken in de lijst hieronder, die bewaard worden in de BnF kan men via de externe link Mandragore raadplegen, men kan zich dan zelf vergewissen van de lettervormen en hun evolutie.

### Bekende werken
Er zijn meer dan 300 werken bewaard gebleven die aan het scriptorium van Corbie worden toegeschreven, enkele daarvan zijn:
- Gregorius Turonensis, historiarum libri x, BnF, Latin 17655, einde 7e eeuw
- Hiëronymus, Commentarii in Esaiam, BnF, Latin 11627, einde 8e eeuw.
- Ambrosius, Exameron, BnF, Latin 12135, 8e eeuw
- Hiëronymus, Commentarii in Ezechielem, BnF, Latin 12155, 2e helft 8e eeuw.
- Augustinus, De consensu evangelistarum, BnF, Latin 12190, begin 8e eeuw
- Isidorus Hispalensis, De fide catholica contra judaeos, BnF, Latin 13396, 8e - 9e eeuw
- Sacramentarium, BnF, Latin 12050, ca. 853

## Laon

### Historie
In Laon had de heilige Remigius zijn bisschopszetel gevestigd bij het begin van de 6e eeuw. De stad ontsnapte daardoor aan het culturele verval dat het lot was van de meeste andere steden en bleef tijdens de Merovingische en de Karolingische periode een centrum van kunst en cultuur. Laon herbergde een van de vroegste scriptoria in Gallië. In de abdij van Saint-Vincent van Laon, die in 580 zou gesticht geweest zijn door koningin Brunhilde van Austrasië, werd ook de regel van Columbanus gevolgd. De heilige Salaberga sticht in 650 het vrouwenklooster van Notre Dame la Profonde. Salaberga was zowel verwant met Clovis als met de Pepiniden en er waren tussen de abdijen van Laon en die van Luxeuil zeer goede contacten.
In de Liber Rotarum die bewaard wordt in de bibliotheek van Laon, staat het volgende colofon: ego Dulcia scripsi et susscripsi istum librum rotarum. Op basis van het duidelijke az-type (zie lettervorm) werd dit manuscript door Lowe geassocieerd met andere manuscripten waaronder het manuscript bewaard in Cambridge als CCC MS 334, dat geschreven werd door een mannelijke scribent Fortunatus. Hieruit kan men besluiten dat in het scriptorium van Dulcia zowel mannen als vrouwen als schrijver werkten. Men veronderstelt dat dit scriptorium dat van Notre-Dame la Profonde was op basis van de gelijkenis van het schrift met dat van Luxeuil en het feit dat de abdis Salaberga van Luxeuil afkomstig was.

### Lettervorm
Het vroege schrift dat gebruikt wordt in Laon was schatplichtig aan het Ierse Insulaire schrift, er was trouwens een belangrijke kolonie Ieren in de stad gevestigd. Het ms. 26 van de bibliotheek van Laon is geschreven in een Insulair schrift en bevat notities in oud Iers. In Laon ontwikkelt zich daaruit een schrift, het az-type genoemd naar de twee nogal specifieke letters. De letter a wordt geschreven met twee opeenvolgende hoeken (<<).

### Bekende werken
- Augustinus, Quaestionum in Heptateuchum libri vii, BnF, Latin 12168, midden 8e eeuw.
- Verschillende manuscripten waaronder de codices 137 et 423 van de Bibliotheek van Laon.[12]
- Gesta Pontificum Romanorum (Liber Pontificalis), Köln, Dombibliothek, Codex 164, begin 9e eeuw.

## Chelles

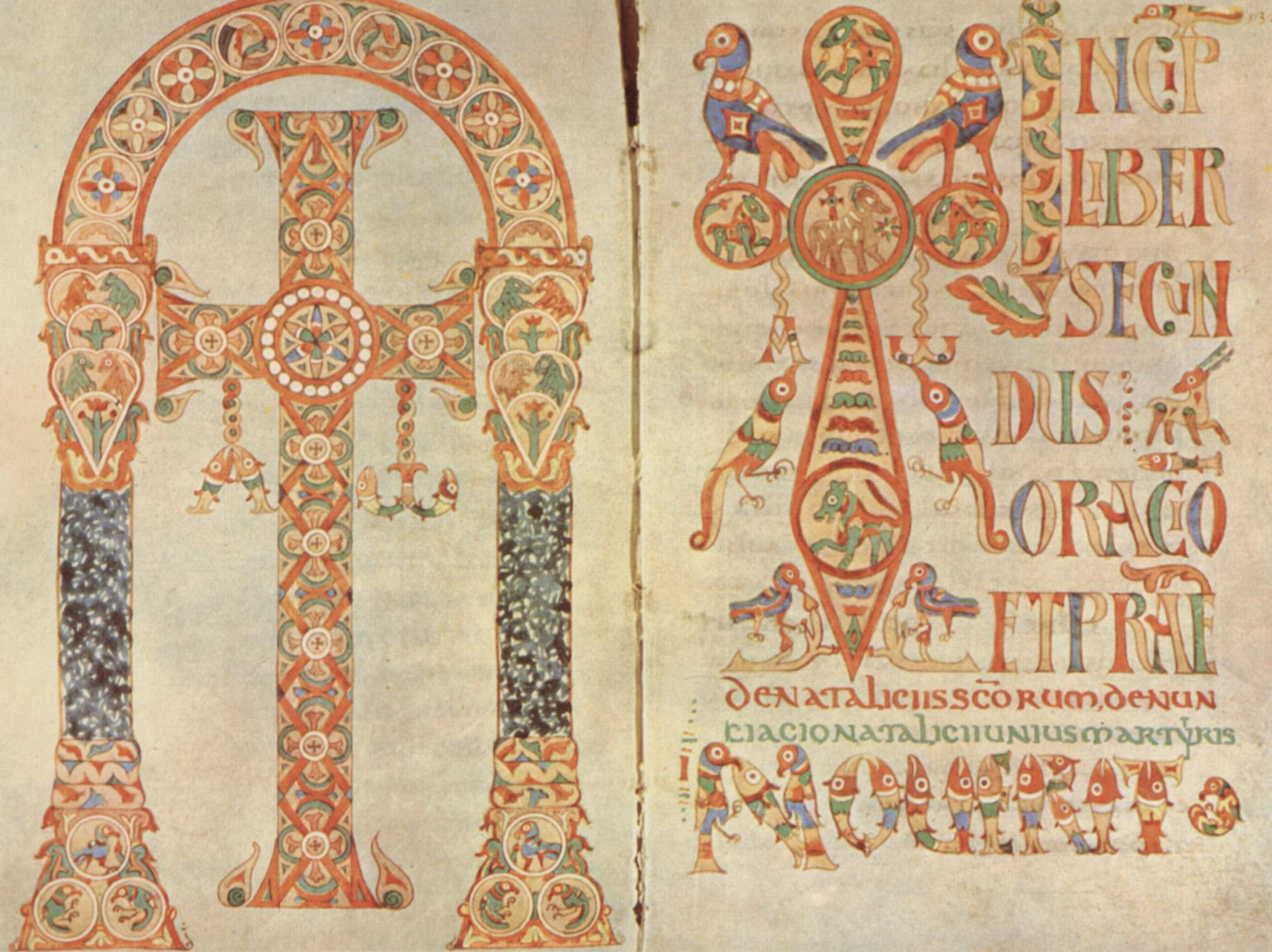
Sacrementarium van Chelles, titelbladzijde

### Historie
De abdij van Chelles ontwikkelde zich uit de Merovingische Villa Cala. Clothilde de echtgenote van Clovis, de eerste koning der Franken had hier al een kerk gesticht, gewijd aan de heilige Joris. Koning Chilperik I en Fredegonde, eerst zijn minnares en later zijn vrouw, verbleven er regelmatig. Omstreeks 658 werd aan de kerk en de villa door koningin Bathildis, de weduwe van Clovis II, een nonnenklooster toegevoegd. Bathildis trok zich terug in Chelles na de meerderjarigheid van haar zoon Chlotharius III en stierf er in 680. Op het einde van de 8e eeuw sticht abdis Gisela, een dochter van Pepijn de Korte en een zus van Karel de Grote het scriptorium, dat snel een van de belangrijkste van zijn tijd zal worden.

### Lettervorm
Ook het schrift van de Chelles gelijkt op dit van de Luxeuil met enkele verschillen. De hoofdletter N leunt naar links, evenals het stokje van de letter d, de letter g had in plaats van een lus een soort s naar beneden, de letter s zelf had bovenaan een heel kleine lus en van de letter x kruisten de benen zich bijna aan de top in plaats van in het midden.

### Bekende werken
- Sacrementarium, Bibliotheek van het Vaticaan, Reg. Lat. 316
- Aurelius Augustinus Hipponensis: Enarrationes in psalmos I-L, Köln, Dombibliothek, Ms. 63, ca. 800
- Aurelius Augustinus Hipponensis: Enarrationes in psalmos LI-C, Köln, Dombibliothek, Ms. 65, ca. 800
- Aurelius Augustinus Hipponensis: Enarrationes in psalmos CI-CL, Köln, Dombibliothek, Ms. 67, ca. 800